# Telie Mathiot
Telie Mathiot (ur. 25 maja 1987) – francuska lekkoatletka specjalizująca się w skoku o tyczce.

## Osiągnięcia
- 7. miejsce podczas Superligi Drużynowych Mistrzostw Europy (Leiria 2009)
- złoty medal igrzysk frankofońskich (Bejrut 2009)
- 4. miejsce na młodzieżowych mistrzostwach Europy (Kowno 2009)
- medalistka mistrzostw kraju w różnych kategoriach wiekowych

## Rekordy życiowe
- skok o tyczce (stadion) – 4,41 (2011)
- skok o tyczce (hala) – 4,34 (2011)